# Lenins tågresa

Ungefärlig resväg (järnvägen gick lite längre västerut i Norrland)

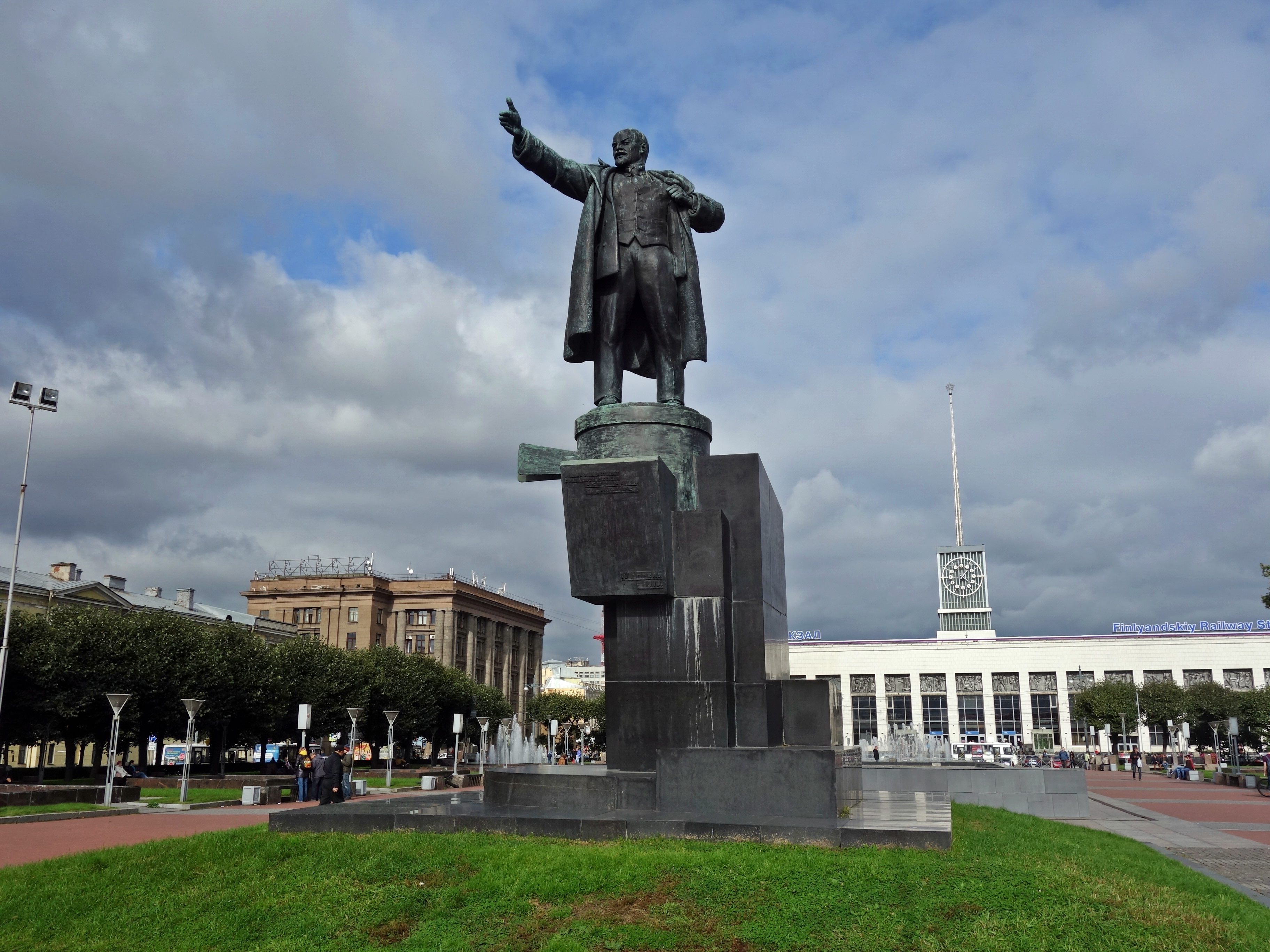
Leninstaty vid Finlandsstationen i Sankt Petersburg. Anses inkludera kostymen inköpt i Stockholm.

Lenins tågresa syftar på den ryske kommunisten Vladimir Lenins återfärd till hemlandet 1917 i samband med ryska revolutionen. Lenin var vid tillfället i exil i Zürich i Schweiz. Tåget avreste dock från Bern. Resan gick via Haparanda eftersom hela området mellan Tyskland och Ryssland söder om Östersjön var en krigszon, och även Östersjön var osäkert, medan Sverige var neutralt och gränserna öppna.

## Tyskland
Efter förhandlingar med den schweiziske kommunisten Fritz Platten tillät den tyska regeringen Lenin att resa med ett plomberat tåg genom landet. Lenin fick även 26 miljoner riksmark av Tyskland. Förhoppningen var att skapa spänningar i Ryssland för att kunna vinna det pågående första världskriget. Med på tåget var 32 personer, inkluderande Lenins hustru Nadezjda Krupskaja, Grigorij Zinovjev, Grigorij Sokolnikov och Karl Radek.

## Sverige
Sällskapet anlände med färja till Trelleborg. De svenska kommunisterna Otto Grimlund och Ture Nerman ordnade en tågresa genom Sverige. Lenin färdades med nattåg från Malmö som anlände till Stockholm morgonen den 13 april 1917. Lenin steg av i Stockholm och köpte en kostym på PUB. På kvällen tog han och de övriga revolutionärerna snälltåg 22 med sovvagn direkt till Haparanda. Därifrån åkte Lenin med sällskap släde över gränsälvens is till Torneå i Finland (på den tiden rysk mark).

## Finland
Efter ett politiskt möte i Torneå  fortsatte tågresan genom Finland och anlände till Finlandsstationen i Petrograd den  16 april 1917. Av de 32 i sällskapet nekades två att komma in i Ryssland från Sverige: Fritz Platten och Karl Radek. Vid ankomst hade han på sig kostymen från Stockholm.